# Laricobiinae
Laricobiinae es una subfamilia de coleópteros de la familia Derodontidae.

## Géneros
Tiene los siguientes géneros:
- Laricobius - Nothoderodontus[1]